# Lea Faßbender
Lea Faßbender (* 9. Dezember 1986 in Köln) ist eine deutsche Schauspielerin.

## Biografie
Lea Faßbender beschloss nach dem Abitur, Schauspielerin zu werden. Sie wirkte in kleinen Nebenrollen an mehreren Fernsehserien mit. Ab 2005 besuchte sie einen privaten Schauspielunterricht samt Sprechtraining, wobei sie im selben Jahr erste Rollen von Regisseur Sascha Gröhl in Kurzfilmen und dem Spielfilm Neger, Neger, Schornsteinfeger! bekam. 2007 begann sie mit einem Szenenstudium und 2009 nahm sie am Meisnertraining in Berlin teil. Seit 2010 besucht sie ein Special Coaching bei Kristiane Kupfer in Berlin.
2017 spielte sie in dem Independent-Drama Veras Mantel die Titelrolle. Es handelt von der erfolgreichen Schriftstellerin Vera, die durch ihre Agoraphobie nicht das Haus verlassen kann. Als sie von einem unheimlichen Fan bedroht wird, kommt Vera allmählich hinter das Geheimnis ihrer Krankheit.
In der seit Oktober 2018 ausgestrahlten Sat1-Vorabendserie Alles oder nichts spielt sie als Bausenatorin Kessler eine Gegenspielerin zur Haupterbin Melissa Brock.
Neben der Schauspielerei betreibt sie mehrere Sportarten, darunter Basketball, Tanzen, Reiten und Snowboarden. Sie spricht Englisch und Spanisch.
Faßbender wohnt in Berlin.

## Filmografie (Auswahl)

### Filme
- 2005: Neger, Neger, Schornsteinfeger!, Spielfilm
- 2007: Ein Teil von mir, Fernsehfilm
- 2017: Veras Mantel, Spielfilm
- 2019: Traumfabrik, Spielfilm
- 2024: Münter & Kandinsky

### Kurzfilme
- 2005: Schlafgut
- 2005: The Woods
- 2005: Menschmodell – im Auge des Betrachters
- 2005: Die Aufgabe

### Fernsehserien
- 2000: Max, Paula und das Mikroskop
- 2002: Die Camper
- 2004: Einsatz für Ellrich
- 2004: Mein Leben & Ich
- 2006: Küstenwache
- 2007: Der Landarzt
- 2007: Unschuldig
- 2007: Der Bergdoktor – Fluchthelfer
- 2008–2013: Der Landarzt
- 2008–2010: Unsere Farm in Irland
- 2010: SOKO Wismar
- 2013: Alarm für Cobra 11 – Die Autobahnpolizei – Shutdown
- 2014: In Gefahr – Ein verhängnisvoller Moment
- 2015: SOKO Wismar – Getrennt
- 2015: Die Rosenheim-Cops – Ein Abgang mit Blubb
- 2017: Alarm für Cobra 11 – Die Autobahnpolizei – Ein Scheißtag
- 2018: Heldt – Eine perfekte Familie
- 2018–2019: Alles oder nichts (Fernsehserie; 49 Episoden)
- 2022: In aller Freundschaft – Ich muss dir was sagen
- 2022: Gute Zeiten, schlechte Zeiten (Fernsehserie)